# Sidney Santos di Brito
Sidney Santos di Brito, genannt Sidney (* 16. Oktober 1979 in Recife) ist ein brasilianischer Fußballspieler.

## Karriere
Sidney ist Abwehrspieler und begann seine Karriere in seiner Heimat beim FC Gremio Moreno (1991–1995). Von dort wechselte er als Jugendlicher zu Real Sociedade Moreno (1995–1997) und wurde dort vom Sport Recife (1997–1999) entdeckt.  Über Santa Cruz Recife kam er nach Fortaleza, wo er von 1999 bis 2001 für den SC Ceará aktiv war. Die PSV Eindhoven holte ihn 2001 nach Europa; in einem Spiel des Nachwuchsteams der PSV wurde er gegen Rot-Weiss Essen eingesetzt. In diesem Spiel wurde er vom VfL Osnabrück beobachtet und kurz darauf verpflichtet. Drei Jahre spielte Sidney für die Niedersachsen, davon das letzte Jahr in der 2. Bundesliga. 2004 wechselte er zum Zweitliga-Aufsteiger Rot-Weiss Essen. Nach dem direkten Abstieg von RWE wechselte der Linksverteidiger zur Saison 2005/2006 zu Energie Cottbus. Er gehörte dort zu der Aufstiegsmannschaft, die 2006 den Wiederaufstieg in die Bundesliga für die Lausitzer perfekt machte. 
Der bei Cottbus ausgemusterte Brasilianer wechselte zur Saison 2007/08 zu Kickers Offenbach. Der Vertrag bei den Kickers wurde jedoch im Februar 2008 fristlos gekündigt, nachdem Sidney auch vier Wochen nach dem verabredeten Datum noch nicht aus der Winterpause zurückgekehrt war. In seiner Karriere bestritt Sidney bis dorthin ein Spiel in der Bundesliga und 78 Spiele in der 2. Bundesliga.
Am 7. Februar 2009 wurde mitgeteilt, dass Sidney vorerst bis zum Ende der Saison 2008/2009 beim Westfalenligist SpVg Olpe in der sechsthöchsten deutschen Spielklasse spielt.
Zur Saison 2009/10 wechselte Sidney zu den Sportfreunden Lotte. Als er dort in der Saison 2010/11 nach längerer Verletzungspause in der zweiten Mannschaft Spielpraxis sammeln sollte, verletzte er sich während einer Bezirksligabegegnung schwer. Nach Schwierigkeiten im Heilungsprozess entschieden sich beide Seiten, den Vertrag im Februar 2011 aufzulösen. Ob Sidney seine Karriere fortsetzen können wird, ist fraglich.